# Галерија Миладина Лекића
Галерија Миладина Лекића, налази се у селу Шљивовица, у Бранешком пољу, поред магистралног пута Ужице – Вишеград, у којој излаже Миладин Лекић (Ужице, 1978) самоуки вајар и дрворезбар.
У склопу галерије налази се и атеље-радионица у којој се реализују, у дрвету и камену, фигуре од којих највише пажње заокупљују дрвени сељаци димензија од 30 центиметара до два метра, затим необична жена са змијом, орао, лав, слон. Својом оригиналношћу и лепотом не заостају многобројне иконе, дрвени ковчези са дуборезом, предиван сто са исклесаном „Тајном вечером”. За израду најчешће користи орахово дрво, дуд и храст, а за намештај славонски храст.
Његове фигуре у природним величинама најчешће красе етно-села, па се могу видети у Сирогојну, Злакуси, Кремнима, у Мокрој Гори, али и у манастиру Рача (скулптура Хаџи Милентија) и широм Србије. Једна фигура магарца и сељака названа „Златиборски брзи воз” налази се код нашег тенисера Новака Ђоковића.
Уметничка дела, Миладин Лекић, излаже и на сајмовима туризма и намештаја у Београду и Новом Саду.